# 台灣黃牛瘤胃真菌
台灣黃牛瘤胃真菌（学名：Caecomyces sympodialis）为[[]]瘤胃真菌屬下的一个种。